# 神像

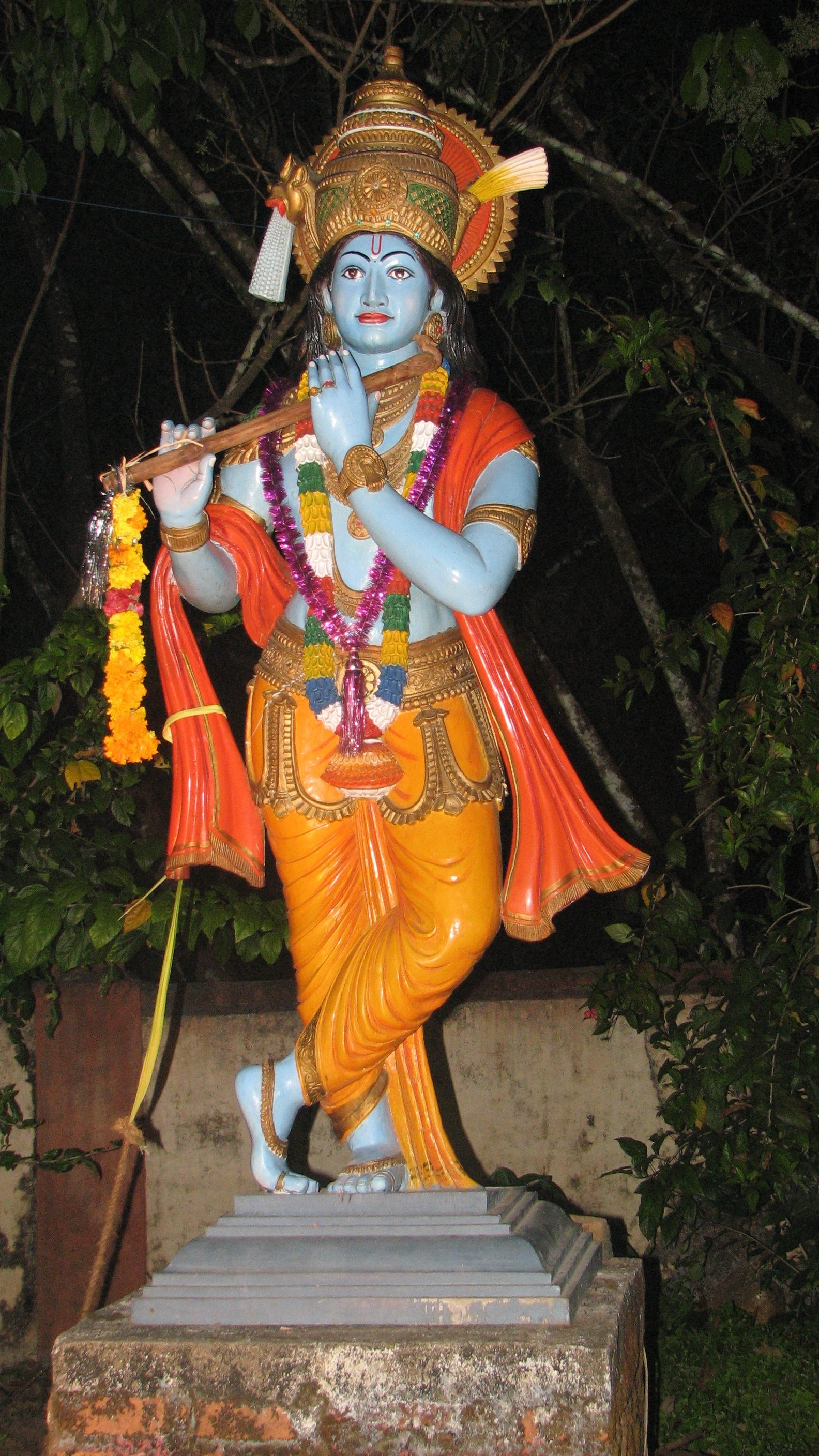
奎师那吹笛神像

神像在宗教习俗中指被当做神祇、个人、灵魂或代蒙而受人崇拜的人造物。在一神教传统中，神像常与异教相关并有负面含义。偶像有时会被认为是该词的近义词。